# Episteira protima
Episteira protima là một loài bướm đêm trong họ Geometridae.